# Manuel Ballbé i Prunés
Manuel Ballbé y Prunés (Barcelona, 22 de abril de 1920- Barcelona, 25 de julio de 1961) fue un catedrático de derecho administrativo de las universidades de Murcia (1945) y de Zaragoza (1953) y profesor en las facultades de derecho y ciencias económicas de la Universitat de Barcelona.
Fue miembro destacado de la comisión redactora de la ley especial para el municipio de Barcelona y de la comisión para la reforma del sistema tributario español. Sus aportaciones jurídicas fueran fundamentales para la sistematización del derecho administrativo, especialmente en Sistemática del derecho administrativo (1947), La esencia del proceso (1947), Derecho administrativo (1949) y Actos administrativos (1950).
Su intervención fue decisiva en la elaboración de las leyes administrativas más importantes (reglamento de la jurisdicción contenciosa,1952; reglamentos de contratación, bienes y servicios de las corporaciones locales, 1953-55; ley sobre régimen de suelo y ordenación urbana, 1956; ley sobre régimen jurídico de la administración del estado, 1957; ley sobre procedimiento administrativo, 1958 y reglamento económico-administrativo, 1959), las cuales constituyeron un avance legislativo notorio.

## Biografía
Manuel Ballbé y Prunés nació en Barcelona el 22 de abril de 1920. Su padre, Luís Ballbé de Gallart, murió cuando él y su único hermano eran todavía niños, por lo que fue su madre, Mercedes Prunés Alsina, la que se encargó de cuidarlos y formarlos, trabajando desde 1930 hasta su jubilación como secretaría de dirección del Banco Vitalicio.
El hermano pequeño de Manuel, Luís, que siempre había sido delicado de salud, murió con poco más de 20 años. Es en aquel momento, hacia 1942, cuándo Manuel se reencuentra en Sitges con una amiga de su juventud, Enriqueta Mallol Baró, con quien se casaría en 1947.
Tuvieron once hijos e hijas.

## Artículos y publicaciones
- Ballbé Prunés, M. (1944-1947): "Jurisprudencia administrativa". Revista General de Legislación y Jurisprudencia.
- Mayo de 1944; pp. 561-590 / abril de 1946; pp. 472-480 / mayo-agosto de 1946; pp. 200-212 / septiembre de 1947.
- Ballbé Prunés, M. (1944-1947): "Jurisprudencia administrativa". Revista Jurídica de Cataluña.
- 1944 n.º 5, pp. 561-590 / 1945 n.º 5; pp. 115-132.
- 1946 n.º 1; pp. 71-79 / 1946 n.os 2-3; pp. 102-106.
- 1946 n.os 4-5; pp. 125-135 / 1947 n.º 1; pp. 109-141.
- 1947 n.os 5-6; pp. 83-88.
- Ballbé Prunés, M. (1945): "Concepto del dominio público". Revista Jurídica de Cataluña, n.º 5; pp. 25-73. (Separata publicada miedo Bosch Casa Editorial; 57 pp.).
- Ballbé Prunés, M. (1946): "Incompatibilidad entre el arbitrio no fiscal sobre la hostelería y ciertas utilizaciones viales". Revista Jurídica de Cataluña, n.º 1; pp. 55-57.
- Ballbé Prunés, M. (1947): "La esencia del proceso. (Lo proceso y la función administrativa)". Revista General de Legislación y Jurisprudencia, julio-agosto 1947. (Separata publicada miedo el Instituto Editorial Reos; 51 pp.).
- Ballbé Prunés, M. (1947): Sistemática del Derecho Administrativo. Barcelona: Bosch Casa Editorial. 79 pp.
- Ballbé Prunés, M. (1949): "Derecho Administrativo". Nueva Enciclopedia Jurídica. Tomo 1; pp. 55-82. Barcelona: F. Seix Editor. (Separata publicada miedo F. Seix Editor).
- Ballbé Prunés, M. (1950): "Actos administrativos". Nueva Enciclopedia Jurídica. Tomo 2; pp. 294-306. Barcelona: F. Seix Editor.
- Ballbé Prunés, M. (1951): Concepto del dominio público. Barcelona: Editorial Bosch. 55 pp.
- Ballbé Prunés, M. (1951): "Las reservas dominiales. Principios". Revista de Administración Pública, n.º 4; pp. 75-91.
- Ballbé Prunés, M., y Polo Díez, A. (1951): La quiebra de Barcelona Traction. Barcelona: Talleres Gráficos Mariano Galvé. 645 pp.
- Ballbé, M.; Polo, A.; Guasp, J.; Uría, R.; y García Valdecasas, A. (1953): La quiebra de la Barcelona Traction Light and Power Co. Ltd. Conclusiones de los dictámenes. Barcelona; 65 pp.
- Ballbé Prunés, M. (1956): "Ejercicio de las potestades y derechos administrativos". Nueva Enciclopedia Jurídica Seix; pp. 139-140.
- Ballbé Prunés, M. (1957): "Comentarios sobre la Ley del Suelo". Conferencia publicada en Jornadas Municipalistas en las Islas Canarias. Las Palmas: Ed. Departamento Provincial de Seminarios; 15 pp.
- Ballbé Prunés, M. (1958): "El Proyecto de Ley de Procedimiento Administrativo". Documentación Administrativa, n.º 6; pp. 19-28.
- Ballbé Prunés, M. (1959): "Los principios de la reforma del procedimiento administrativo". Conferencia pronunciada el 16 de enero de 1959 en el Instituto de Estudios Jurídicos, lo marco de la VII Semana de Estudios Financieros. Madrid; Editorial de Derecho Financiero; 23 pp.
- Ballbé Prunés, M. (1960): "Barcelona, régimen especial". Gaceta Ilustrada, 1960.
- Ballbé Prunés, M. (1961): "Reforma del régimen municipal en Barcelona". Conferencia pronunciada en el Ateneo Barcelonés y publicada en Revista Barcelona, n.º 39; pp. 797-799.
- Ballbé Prunés, M. (1961): "La proyección del Derecho en la Administración económica". Conferencia pronunciada en lo Centro de Formación y Perfeccionamiento de Funcionarios, y publicada.